# Philippe Leroy
Philippe Leroy-Beaulieu (Parigi, 15 ottobre 1930 – Roma, 1º giugno 2024) è stato un attore francese.
Lavorò prevalentemente in Italia dove legò il suo nome all'interpretazione che diede di Yanez de Gomera nello sceneggiato Sandokan (1976), e a quella di Leonardo da Vinci in La vita di Leonardo da Vinci (1971), ma dal pubblico venne già apprezzato come coprotagonista accanto a Rossana Podestà nei film Sette uomini d'oro (1965) e Il grande colpo dei 7 uomini d'oro (1966).

## Biografia

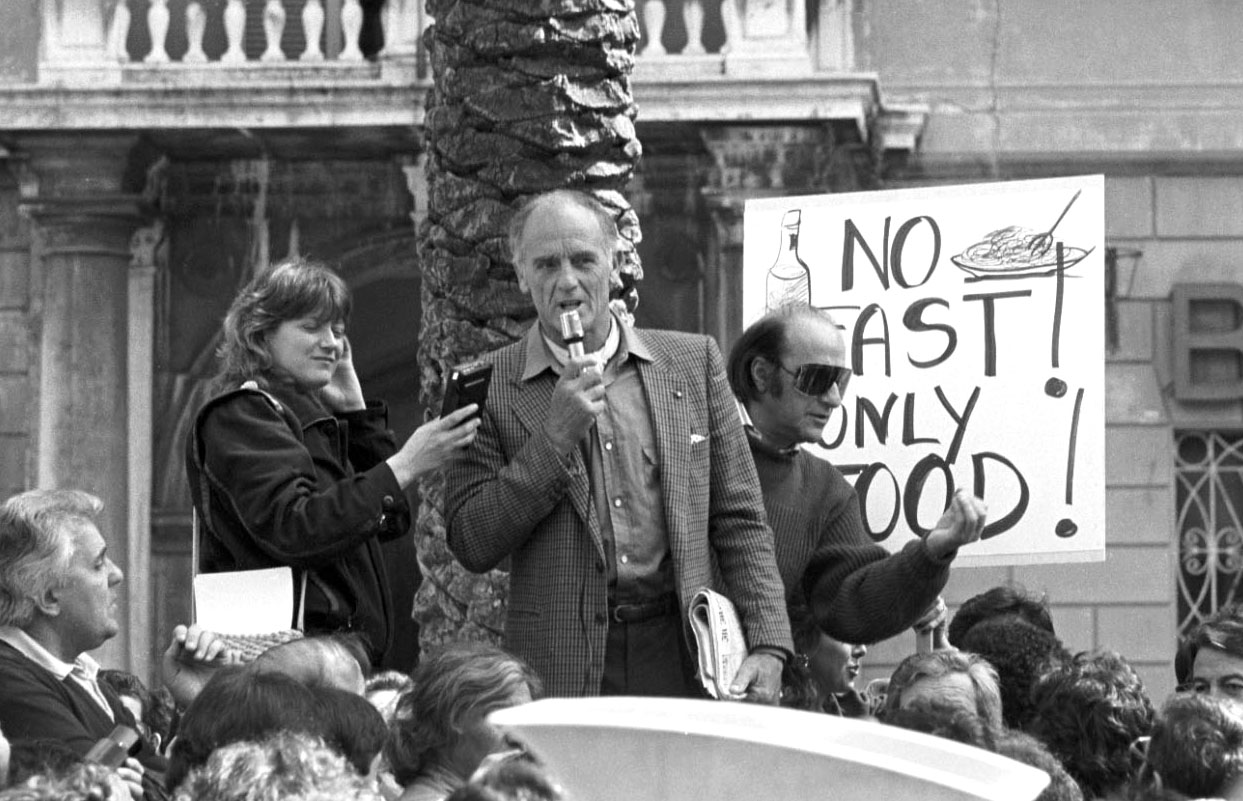
Philippe Leroy alla manifestazione anti-fast food a piazza di Spagna, Roma, 20 aprile 1986

Nacque a Parigi il 15 ottobre 1930, da una famiglia aristocratica composta da militari e uomini di legge, in particolare avvocati e giudici. Il padre, Paul Leroy-Beaulieu (1902-1999), fu ispettore generale delle finanze e consigliere finanziario dell'alto comando alleato a Berlino e poi dell'ambasciata francese a Bonn, ma anche presidente dell'ufficio economico e finanziario della NATO; suo fratello maggiore, Pierre Leroy-Beaulieu, fu un politico, deputato dell'Unione dei Democratici per la Repubblica e sindaco di Agde; Leroy fu inoltre un discendente diretto dell'economista e saggista Paul Leroy-Beaulieu. La madre era anch'ella aristocratica e si chiamava Marie-Thérèse Delphine Yvonne Cécile de Gailhard-Bancel (1908-1987).
Nel 1947 Leroy si arruolò come mozzo su un transatlantico in rotta per New York e, una volta sbarcato, rimase per un anno negli Stati Uniti.

### Carriera militare
Rientrato in Europa, nel 1953 fu chiamato a svolgere il servizio militare nell'esercito francese e "forte del mio diploma di maturità" scelse di farlo come allievo ufficiale di complemento nei paracadutisti. Frequentò a Pau l'E T.A.P., la scuola delle aviotruppe, e combatté in Indocina come sottotenente nell'8º Raggruppamento Commando Paracadutisti impiegato nelle operazioni della Piana dei Giunchi (Gáo Giồng), Lang Son, Annam, Cambogia e Huế. Fu decorato al merito dal generale Raoul Salan, capo delle forze francesi in Indocina e nel 1954, terminato il contratto di ingaggio, fu rimpatriato in Francia.. Nel 1958 chiese di essere reintegrato per sei mesi come tenente paracadutista di complemento in Algeria, partecipando alla guerra d'Algeria nel 18 Régiment chasseur de parachutistes stanziato a El Ma El Abiod, vicino a Tébessa, nell'estremo sud algerino. Qui ebbe il compito di vigilare la recinzione elettrica segnante per chilometri il confine tra la Tunisia e l'Algeria e attraverso cui s'infiltravano i Fellagha, i combattenti algerini per l'indipendenza, che avevano delle basi in Tunisia. Venne insignito di due Legion d'onore e di una croce al valor militare per il suo comportamento nelle campagne d'Indocina e di Algeria. Si congedò con il grado di capitano. Nell'aprile del 1961 quando i generali Challe, Jouhaud, Salan e Zeller organizzarono un complotto per un'Algeria francese contro il governo e il generale De Gaulle, detto il Putsch dei generali, aderì alle idee golpiste e a capo di una compagnia di rivoltosi si pose a Vincennes e a Toussus-le-Noble in attesa dell'ordine per rovesciare il governo. Fallito il colpo di stato, nel timore di essere arrestato riparò prima in Belgio e poi in Italia.

### Carriera artistica

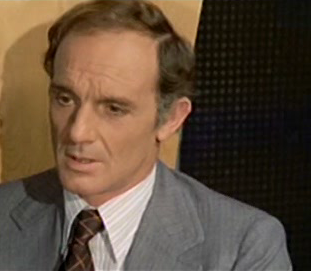
Philippe Leroy nel film Milano rovente (1973)

Nel 1960 esordì come attore nel capolavoro drammatico-minimalista Il buco di Jacques Becker, al fianco di Jean Keraudy e Michel Constantin. Si trasferì in Italia nel 1962 per motivi politici ed ebbe un grande successo nelle pellicole Leoni al sole (1961), Il terrorista (1963), Frenesia dell'estate (1964), Le voci bianche (1964), Sette uomini d'oro (1965), il suo seguito Il grande colpo dei 7 uomini d'oro (1966) e Che notte, ragazzi! (1966).
Interpretò numerosi lungometraggi, fotoromanzi e serie televisive, e divise la sua carriera tra Francia e Italia; la sua più celebre interpretazione televisiva italiana fu quella nello sceneggiato La vita di Leonardo da Vinci (1971) di Renato Castellani; un'altra sua celebre interpretazione fu quella di Yanez de Gomera, il compagno di Sandokan, nell'omonimo sceneggiato del 1976, ripreso in un cameo comico anche nel film Teste di cocco ; tra le altre interpretazioni, State buoni se potete (1983) di Luigi Magni, dove interpretò sant'Ignazio di Loyola, al fianco di Johnny Dorelli (san Filippo Neri) e Renzo Montagnani (mastro Iacomo/Satana), il poliziesco Milano calibro 9 (1972) di Fernando Di Leo, al fianco di Gastone Moschin e Mario Adorf e il comico Teste di quoio (1981); apparve inoltre nella miniserie Il corsaro (1985) e nel film Nikita (1990) di Luc Besson.
Nel 1997 interpretò un cameo nella serie Noi siamo angeli, con Bud Spencer e Philip Michael Thomas, mentre nel 2008-2009 partecipò alla sesta e alla settima stagione di Don Matteo, con Terence Hill, nel ruolo del vescovo.

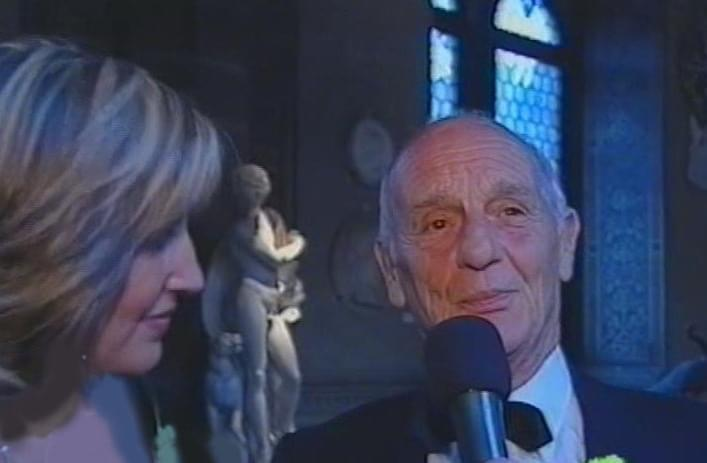
Leroy intervistato da Manuela Guarnieri per il premio Galileo nel 2004 a Firenze

Appassionato di paracadutismo, scoperto a 56 anni benché a 23 anni fosse già tenente paracadutista nella Legione straniera, collezionò al suo attivo più di 2000 lanci.
Philippe Leroy morì a Roma il 1º giugno 2024, all'età di 93 anni. Il funerale fu celebrato dopo quattro giorni nella basilica di Santa Maria in Montesanto, nota come la Chiesa degli artisti in piazza del Popolo a Roma.

## Vita privata
Dal suo legame con la modella Françoise Laurent nacque la prima figlia, l'attrice Philippine Leroy-Beaulieu.
Il 1º settembre 1990 sposò la giornalista Silvia Tortora (figlia del conduttore televisivo e uomo politico Enzo), di oltre 30 anni più giovane, che lo lasciò vedovo il 10 gennaio 2022. Da lei ebbe due figli, Philippe e Michelle. 
Leroy continuò a praticare il paracadutismo come hobby di cui fu anche un tesserato del reparto paracadutismo della società sportiva S.S. Lazio essendone un tifoso. Nel 2010, durante il Parashow di Roma, festeggiò con un salto i suoi ottant'anni. Nell'aprile 2011 trascorse dodici giorni in Afghanistan coi paracadutisti italiani come inviato speciale.

## Filmografia

Philippe Leroy in Femina ridens (1969)

### Cinema
- Il buco (Le trou), regia di Jacques Becker (1960)
- Rapimento a Parigi (Chaque minute compte), regia di Robert Bibal (1960)
- Piena luce sull'assassino (Pleins feux sur l'assassin), regia di Georges Franju (1961)
- Le femmine seminano il vento (Les filles sèment le vent), regia di Louis Soulanes (1961)
- I briganti italiani, regia di Mario Camerini (1961)
- Leoni al sole, regia di Vittorio Caprioli (1961)
- Caccia all'uomo, regia di Riccardo Freda (1961)
- Senilità, regia di Mauro Bolognini (1962)
- Grisbì da un miliardo (La loi des hommes), regia di Charles Gérard (1962)
- Solo contro Roma, regia di Luciano Ricci (1962)
- L'attico, regia di Gianni Puccini (1962)
- Il giorno più corto, regia di Sergio Corbucci (1963)
- 55 giorni a Pechino (55 Days at Peking), regia di Nicholas Ray (1963)
- Le quatrième sexe, regia di Alphonse Gimeno e Michel Wichard (1963)
- Il terrorista, regia di Gianfranco de Bosio (1963)
- I cavalieri della vendetta (Llanto por un bandido), regia di Carlos Saura (1963)
- Frenesia dell'estate, regia di Luigi Zampa (1964)
- Il treno del sabato, regia di Vittorio Sala (1964)
- Amore in 4 dimensioni, regia di Gianni Puccini, episodio Amore e arte (1964)
- Le voci bianche, regia di Pasquale Festa Campanile e Massimo Franciosa (1964)
- Il castello dei morti vivi, regia di Luciano Ricci e Lorenzo Sabatini (1964)
- Una donna sposata (Une femme mariée) di Jean-Luc Godard (1964)
- Amore facile, regia di Gianni Puccini, episodio Il vedovo bianco (1964)
- L'idea fissa, regia di Gianni Puccini, episodio Sabato 18 luglio (1964)
- Una storia di notte, regia di Luigi Petrini (1964)
- Le ore nude, regia di Marco Vicario (1964)
- La donna del lago, regia di Luigi Bazzoni e Franco Rossellini (1965)
- Sette uomini d'oro, regia di Marco Vicario (1965)
- La mandragola, regia di Alberto Lattuada (1965)
- Una vergine per il principe, regia di Pasquale Festa Campanile (1965)
- Il grande colpo dei 7 uomini d'oro, regia di Marco Vicario (1966)
- Delitto quasi perfetto, regia di Mario Camerini (1966)
- Yankee, regia di Tinto Brass (1966)
- Che notte, ragazzi!, regia di Giorgio Capitani (1966)
- Lo scandalo, regia di Anna Gobbi (1966)
- Non faccio la guerra, faccio l'amore, regia di Franco Rossi (1966)
- L'occhio selvaggio, regia di Paolo Cavara (1967)
- La notte è fatta per... rubare, regia di Giorgio Capitani (1968)
- La matriarca, regia di Pasquale Festa Campanile (1968)
- Ecce Homo - I sopravvissuti, regia di Bruno Gaburro (1968)
- Buonasera, signora Campbell (Buona Sera, Mrs. Campbell), regia di Melvin Frank (1968)
- Cuore di mamma, regia di Salvatore Samperi (1969)
- La sua giornata di gloria, regia di Edoardo Bruno (1969)
- Come, quando, perché, regia di Antonio Pietrangeli (1969)
- Senza sapere niente di lei, regia di Luigi Comencini (1969)
- Femina ridens, regia di Piero Schivazappa (1969)
- L'inafferrabile invincibile Mr. Invisibile, regia di Antonio Margheriti (1970)
- Senza via d'uscita, regia di Piero Sciumé (1970)
- Un omicidio perfetto a termine di legge, regia di Tonino Ricci (1971)
- Roma bene, regia di Carlo Lizzani (1971)
- Stanza 17-17 palazzo delle tasse, ufficio imposte, regia di Michele Lupo (1971)
- Ettore lo fusto, regia di Enzo G. Castellari (1972)
- ...e alla fine lo chiamarono Jerusalem l'implacabile (Padella calibro 38), regia di Antonio Secchi (1972)
- Milano calibro 9, regia di Fernando Di Leo (1972)
- Ragazza tutta nuda assassinata nel parco, regia di Alfonso Brescia (1972)
- Milano rovente, regia di Umberto Lenzi (1973)
- La mano nera, regia di Antonio Racioppi (1973)
- R.A.S. - Nulla da segnalare (R.A.S.), regia di Yves Boisset (1973)
- La mano spietata della legge, regia di Mario Gariazzo (1973)
- Una vita lunga un giorno, regia di Ferdinando Baldi (1973)
- La segretaria (Cebo para una adolescente), regia di Francisco Lara Polop (1974)
- Il portiere di notte, regia di Liliana Cavani (1974)
- Fatevi vivi, la polizia non interverrà, regia di Giovanni Fago (1974)
- La svergognata, regia di Giuliano Biagetti (1974)
- Libera, amore mio!, regia di Mauro Bolognini (1975)
- La nuora giovane, regia di Luigi Russo (1975)
- Il soldato di ventura, regia di Pasquale Festa Campanile (1976)
- La linea del fiume, regia di Aldo Scavarda (1976)
- Puttana galera!, regia di Gianfranco Piccioli (1976)
- Mannaja, regia di Sergio Martino (1977)
- Al di là del bene e del male, regia di Liliana Cavani (1977)
- Il gatto, regia di Luigi Comencini (1977)
- Quella strana voglia d'amare, regia di Mario Imperoli (1977)
- La tigre è ancora viva: Sandokan alla riscossa, regia di Sergio Sollima (1977)
- L'avventurosa fuga, regia di Enzo Doria (1978)
- Sono stato un agente C.I.A., regia di Romolo Guerrieri (1978)
- Coraggio scappiamo (Courage fuyons), regia di Yves Robert (1979)
- Il medium, regia di Silvio Amadio (1980)
- Qua la mano, regia di Pasquale Festa Campanile (1980)
- Tranquille donne di campagna, regia di Claudio Giorgi (1980)
- Bello di mamma, regia di Rino Di Silvestro (1980)
- Peccato originale, regia di Mario Sabatini (1981)
- Il tango della gelosia, regia di Steno (1981)
- Teste di quoio, regia di Giorgio Capitani (1981)
- State buoni se potete, regia di Luigi Magni (1983)
- Windsurf - Il vento nelle mani, regia di Claudio Risi (1984)
- Interno berlinese (The Berlin Affair), regia di Liliana Cavani (1985)
- La ricerca, episodio di Juke box, regia di Michele Scura, Enzo Civitareale e Antonello Grimaldi (1985)
- Un uomo, una donna oggi (Un homme et une femme : 20 ans déjà), regia di Claude Lelouch (1986)
- La donna del traghetto, regia di Amedeo Fago (1986)
- Incidente di percorso, regia di Donatello Alunni Pierucci (1986)
- Montecarlo Gran Casinò, regia di Carlo Vanzina (1987)
- Umi e, regia di Koreyoshi Kurahara (1988)
- Don Bosco, regia di Leandro Castellani (1988)
- Due (Deux), regia di Claude Zidi (1989)
- Un uomo di razza, regia di Bruno Rasia (1989)
- Hiver 54, l'abbé Pierre, regia di Denis Amar (1989)
- Leonardo's Dream, regia di Douglas Trumbull – cortometraggio (1989)
- Nikita, regia di Luc Besson (1990)
- L'infiltrato (The Man Inside), regia di Bobby Roth (1990)
- L'Autrichienne, regia di Pierre Granier-Deferre (1990)
- Il volo di Teo, regia di Walter Santesso (1990)
- Netchaïev est de retour, regia di Jacques Deray (1991)
- Il ritorno di Casanova (Le retour de Casanova), regia di Édouard Niermans (1992)
- Adelaide, regia di Lucio Gaudino (1992)
- Alibi perfetto, regia di Aldo Lado (1992)
- Berlino '39 (Berlin '39), regia di Sergio Sollima (1993)
- Mario e il mago (Mario und der Zauberer), regia di Klaus Maria Brandauer (1994)
- Io e il re, regia di Lucio Gaudino (1995)
- Amare per sempre (In Love and War), regia di Richard Attenborough (1996)
- L'ombre du pharaon, regia di Souheil Ben-Barka (1996)
- Cous-cous, regia di Umberto Spinazzola (1996)
- Le déménagement, regia di Olivier Doran (1997)
- Il pesce innamorato, regia di Leonardo Pieraccioni (1999)
- La ville est tranquille, regia di Robert Guédiguian (2000)
- Un giudice di rispetto, regia di Walter Toschi (2000)
- Teste di cocco, regia di Ugo Fabrizio Giordani (2000)
- Vajont, regia di Renzo Martinelli (2001)
- Apri gli occhi e... sogna, regia di Rosario Errico (2002)
- Joy - Scherzi di gioia, regia di Adriano Wajskol (2002)
- The Accidental Detective, regia di Vanna Paoli (2003)
- Piazza delle Cinque Lune, regia di Renzo Martinelli (2003)
- Le cou de la girafe, regia di Safy Nebbou (2004)
- La terza madre, regia di Dario Argento (2007)
- La rabbia, regia di Louis Nero (2008)
- Il sangue dei vinti, regia di Michele Soavi (2008)
- La legge del crimine (Le premier cercle), regia di Laurent Tuel (2009)
- Nient'altro che noi, regia di Angelo Antonucci (2009)
- Vorrei averti qui, regia di Angelo Antonucci (2010)
- La strada di Paolo, regia di Salvatore Nocita (2011)
- Breve storia di lunghi tradimenti, regia di Davide Marengo (2012)
- Questione di karma, regia di Edoardo Falcone (2017)
- Chi salverà le rose?, regia di Cesare Furesi (2017)
- Una gita a Roma, regia di Karin Proia (2017)
- Hotel Gagarin, regia di Simone Spada (2018)
- La notte è piccola per noi, regia di Gianfrancesco Lazotti (2019)

### Televisione
- Le rouge et le noir – film TV (1961)
- La vita di Leonardo da Vinci, regia di Renato Castellani – miniserie TV (1971)
- Il giovane Garibaldi, regia di Franco Rossi – miniserie TV (1974)
- Diagnosi – miniserie TV (1975)
- Sandokan, regia di Sergio Sollima – miniserie TV (1976)
- Giorno segreto – miniserie TV (1978)
- Racconti fantastici, regia di Daniele D'Anza – miniserie TV (1979)
- Orient Express – miniserie TV (1980)
- Sam & Sally (Sam et Sally) – serie TV, 1 episodio (1980)
- Arabesque – miniserie TV (1983)
- Der Mörder – film TV (1984)
- L'albero dei diamanti – film TV (1984)
- ...e la vita continua – serie TV, 8 episodi (1984)
- Il corsaro, regia di Franco Giraldi – miniserie TV (1985)
- Quo Vadis?, regia di Franco Rossi – miniserie TV (1985)
- Baciami strega – film TV (1985)
- La valle dei pioppi (La vallée des peupliers) – serial TV (1986)
- Kamikaze, regia di Bruno Corbucci – film TV (1986)
- Il generale, regia di Luigi Magni – miniserie TV (1987)
- Due assi per un turbo – serie TV, 12 episodi (1984-1987)
- L'isola del tesoro, regia di Antonio Margheriti – miniserie TV (1987)
- El obispo leproso – miniserie TV (1990)
- Baie des Anges connection – film TV (1990)
- Eurocops – serie TV, 1 episodio (1991)
- Comprarsi la vita – film TV (1991)
- Due vite, un destino, regia di Romolo Guerrieri – miniserie TV (1992)
- Il commissario Moulin (Commissaire Moulin) – serie TV, 1 episodio (1993)
- Cherche famille désespérément – film TV (1994)
- Aquila rossa (Lie Down with Lions), regia di Jim Goddard – film TV (1994)
- Ho un segreto con papà – film TV (1994)
- Mosè (Moses), regia di Roger Young – miniserie TV (1995)
- Senza cuore – miniserie TV (1996)
- Noi siamo angeli – serie TV, 1 episodio (1997)
- Nessuno escluso, regia di Massimo Spano – miniserie TV (1997)
- Ritornare a volare, regia di Ruggero Miti – miniserie TV (1998)
- Commissario Navarro (Navarro) – serie TV, 1 episodio (1999)
- Il comandante Florent (Une Femme d'honneur) – serie TV, 2 episodi (1997-1999)
- Un maresciallo in gondola, regia di Carlo Vanzina – film TV (2002)
- Valentine – film TV (2003)
- Frank Riva – serie TV, 2 episodi (2003)
- Cinecittà – serie TV (2003)
- Elisa di Rivombrosa – serie TV, 4 puntate (2003-2004)
- Don Gnocchi - L'angelo dei bimbi, regia di Cinzia TH Torrini – miniserie TV (2004)
- La bambina dalle mani sporche – film TV (2005)
- San Pietro, regia di Giulio Base – miniserie TV (2005)
- L'ispettore Coliandro – serie TV, episodio 2x03 (2009)
- Don Matteo – serie TV, 7 episodi (2008-2009)
- I Cesaroni – serie TV, episodio 5x10 (2012)
- Meraviglie - La penisola dei tesori – programma televisivo, 1ª puntata (2018)

## Doppiatori italiani
Nelle versioni in italiano dei suoi film, Philippe Leroy è stato doppiato da:
- Sergio Graziani in La donna del lago, La mandragola, Yankee, Non faccio la guerra, faccio l'amore, La matriarca, Buonasera, signora Campbell, Milano rovente, Una vita lunga un giorno, La svergognata, Libera, amore mio!, Sono stato un agente C.I.A., Noi siamo angeli
- Pino Locchi in Il buco, Le ore nude, Femina ridens, Roma bene, ...e alla fine lo chiamarono Jerusalem l'implacabile (Padella calibro 38), La mano spietata della legge, Il portiere di notte, Tranquille donne di campagna, Interno berlinese, Un uomo, una donna oggi, Due vite, un destino
- Giuseppe Rinaldi in Senilità, Amore in 4 dimensioni, Una donna sposata, Sette uomini d'oro, Il grande colpo dei 7 uomini d'oro, L'occhio selvaggio, Ettore lo fusto, Il soldato di ventura, Sandokan, La tigre è ancora viva: Sandokan alla riscossa!
- Giorgio Piazza in Ecce Homo - I sopravvissuti, Come, quando, perché,  Senza via d'uscita, Mannaja
- Luciano De Ambrosis in La mano nera, Vajont, Piazza delle Cinque Lune, San Pietro
- Luciano Melani in Frenesia dell'estate, Un omicidio perfetto a termine di legge, Ragazza tutta nuda assassinata nel parco
- Giacomo Piperno in Senza sapere niente di lei, La vita di Leonardo Da Vinci (Leonardo adulto), Milano calibro 9
- Renato Izzo in Una vergine per il principe, Che notte, ragazzi!
- Riccardo Cucciolla in Delitto quasi perfetto, La sua giornata di gloria
- Antonio Guidi in La vita di Leonardo Da Vinci (Leonardo anziano), Il gatto
- Michele Kalamera in Nikita, Alibi perfetto
- Carlo Sabatini in Il corsaro, ...e la vita continua
- Aldo Giuffré in Leoni al sole
- Alberto Lupo in Caccia all'uomo
- Nino Dal Fabbro in Il terrorista
- Riccardo Garrone in Le voci bianche
- Sergio Rossi ne Il castello dei morti vivi
- Paolo Ferrari in Una storia di notte
- Ferruccio Amendola in Stanza 17-17 palazzo delle tasse, ufficio imposte
- Luigi Pistilli in Teste di quoio
- Nando Gazzolo in Il generale
- Michele Gammino in Don Bosco
- Rino Bolognesi ne Il volo di Teo
- Diego Reggente in Il ritorno di Casanova
- Sergio Tedesco in Berlino '39
- Sergio Di Stefano in Mosè
- Sergio Fiorentini in Elisa di Rivombrosa